# Sét kết

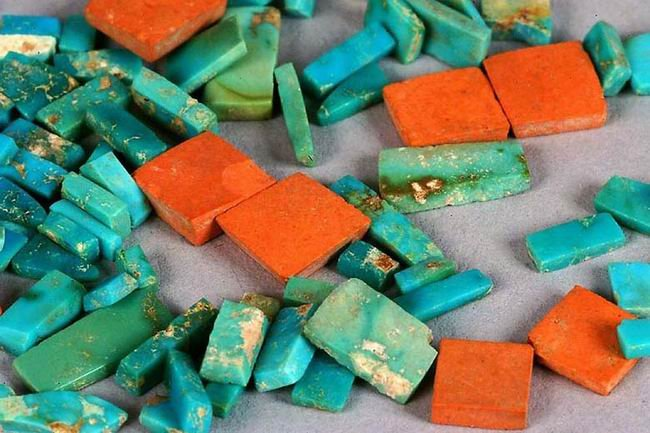
Một bộ sưu tập các miếng khảm từ argillit màu xanh Thổ và da cam của người Pueblo cổ đại (Anasazi) từ hẻm núi Chaco (niên đại khoảng 1020–1140).

Sét kết hay argillit (acgilit), từ tiếng Hy Lạp: árgillos nghĩa là [đất] sét; líthos nghĩa là đá, là đá trầm tích hạt mịn, bao gồm chủ yếu là các hạt sét đã chai cứng. Các dạng argillit về cơ bản là bùn hay bùn cửa biển bị hóa đá. Chúng chứa các lượng hạt với kích thước cỡ đất bùn khác nhau. Nó có thể coi là dạng trung gian giữa sét còn nặn được với đá phiến sét đã phân thành phiến mỏng. Khác với sét, sét kết có độ cứng cao hơn và không có khả năng thấm nước.
Theo thành phần hóa học và khoáng vật học, argillit rất giống với đất sét, nhưng khác ở chỗ có độ cứng lớn hơn và không có khả năng bị mềm nhũn ra trong nước. Hợp thành về cơ bản từ các khoáng vật sét kiểu mica nước (thủy mica), montmorillonit và clorit với hỗn hợp các hạt thạch anh, mi ca, fenspat. Tương tự như đất sét, argillit tạo thành hoặc là các vỉa đồ sộ, hoặc là các biến thể nhiều thớ mỏng. Argillit - một dạng đá trầm tích điển hình, đặc trưng cho các khu vực uốn nếp địa máng cũng như cho các tầng trầm tích bị nhấn chìm sâu của các nền đá.
Các loại argillit biến dần thành đá phiến sét khi quá trình hình thành các lớp có khả năng tách bóc được, đặc trưng cho đá phiến sét, được hình thành và phát triển. Tên gọi khác cho các dạng argillit hóa đá kém hơn là đá bùn (nê nham). Các loại đá này, mặc dù biến thiên về thành phần hợp thành, nhưng thông thường có hàm lượng nhôm và silica (dioxide silic) khá cao với các cation kiềm và kiềm thổ biến thiên. Thuật ngữ pelit thông thường được áp dụng cho các loại đá và trầm tích này. Sự biến chất của argillit tạo ra đá bản, đá thiên mai (phyllit), và đá phiến pelit.
Các hình chạm khắc Haida ở quần đảo Queen Charlotte dọc theo vùng bờ biển của British Columbia là các kho báu nghệ thuật đáng chú ý của thổ dân Bắc Mỹ, được tạo ra từ một loại argilit hạt mịn màu đen và cứng, đôi khi được gọi là "đá bản đen", chỉ có tại mỏ đá trên núi Slatechuck ở khu vực thượng nguồn lạch Slatechuck, gần thị trấn Skidegate trên đảo Graham ("chuck" là thuật ngữ Chinook Jargon để chỉ nước, và nó có thể có nghĩa là lạch hay hồ). Trong khi đã từng có thời, vào khoảng thập niên 1900, nó được chuyên chở tới Victoria để sản xuất, thì ngày nay người Haida có sự độc quyền trong việc sử dụng argillit. Những tác phẩm nghệ thuật này có chất lượng cao và được đánh giá cao trên thế giới kể từ khi người Haida bắt đầu chạm khắc nó để bán cho các thủy thủ vào khoảng năm 1800, và ngày nay, những thợ khắc người Haida hiện đại vẫn tiếp tục truyền thống này, với thiết kế và các kỹ năng đáng kinh ngạc.